# ドタブカ
ドタブカ Carcharhinus obscurus はメジロザメ属に属するサメの一種。全世界の温帯〜熱帯海域に分布し、長距離回遊を行う。メジロザメ属では最大種の1つで、最大で全長4.0 m、体重347 kgに達する。流線型の体、短い吻、長い鎌型の胸鰭、背鰭間の隆起が特徴。
成体は頂点捕食者であり、食性は非常に多様である。胎生で、22-24か月の妊娠期間を経て3-14匹の仔魚を産む。繁殖周期は3年だが、雌は雄の精子を貯めておき、妊娠に適した状況を選ぶことができる。成長は遅く、性成熟まで20年かかる。
人に危害を加える可能性があるが、事例は少ない。繁殖力が低く乱獲に弱いが、ふかひれや肝油のために高値で取引されている。このためIUCNは保全状況を絶滅危惧種としている。

## 分類
1818年、フランスの博物学者Charles Alexandre LesueurによりJournal of the Academy of Natural Sciences of Philadelphiaに記載された。おそらく北米で捕獲したサメに基づいた記載であるが、タイプ標本は指定されなかった。当時はSqualus属とされ、体色に因んでobscurus（ラテン語で"暗い"）という種小名が与えられた。その後Carcharhinus属に移された。
古い資料では1882年、デイビッド・スター・ジョーダンとCharles Henry Gilbertが用いた学名Carcharias(後にCarcharhinus) lamiellaを用いているものがある。彼らが用いた顎は本種のものだったが、指定したタイプ標本はクロヘリメジロザメ C. brachyurus のものだった。そのためC. lamiellaは本種ではなくC. brachyurusのシノニムとされている。

## 系統
歯の化石記録はかなり良く残っている。中新世(23-5.3Ma)の地層ではカリアク島のKendeace層・Grand Bay層、エジプトのMoghra層、ポーク郡 (フロリダ州)、おそらくはベネズエラ北部のセロラクルスから。後期中新世-前期鮮新世(11.6-3.6Ma)の地層ではヨークタウン層・ノースカロライナのプンゴ川・チェサピーク湾周辺から出土する。これらの歯は現在の本種のものと少し違い、ヨゴレと間違われることがある。ノースカロライナでは2つのヒゲクジラ化石の近くからも見つかっており、一つはグースクリークの後期鮮新世（約3500万年前）の石灰岩、もう一つは更新世-完新世（約12,000年前）の泥岩から発見されている。
1982年、Jack Garrickは形態系統解析に基づいたメジロザメ属の系統を公表した。ここではガラパゴスザメとともに"obscurus group"の中心に位置づけられており、この群は三角形の歯と背鰭間の隆起を持つハビレ・ペレスメジロザメ・メジロザメ・ヨゴレを含む。これは1988年のLeonard Compagnoによる表形分類学研究、1992年のGavin Naylorによるアロザイム配列研究でも大まかに支持された。Naylorはさらに、この種はガラパゴスザメ・ヨゴレなどの種とともに最も派生的なクレードに位置づけられることを明らかにした。

## 分布

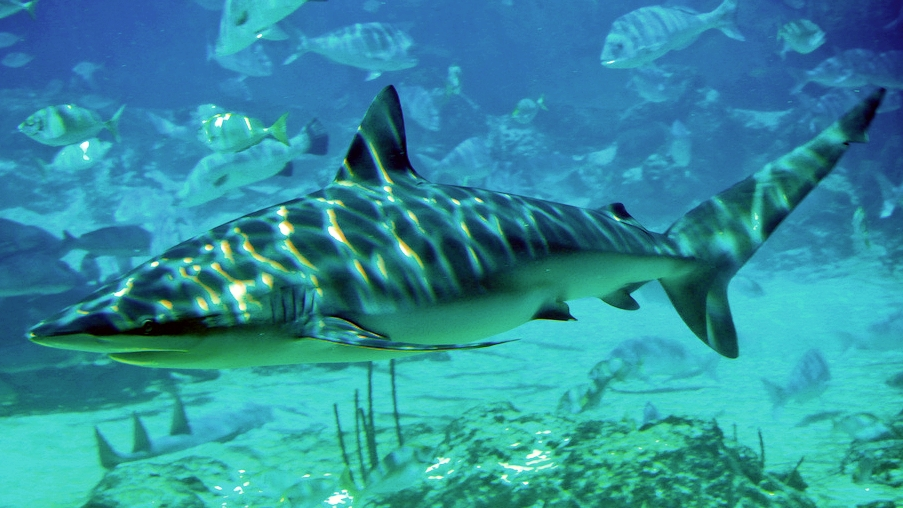
クイーンズランド、シーワールドで展示される雌。オーストラリアでは全域で見られる。

世界中の熱帯-暖帯海域に不連続に分布する。西大西洋ではマサチューセッツ・ジョージズバンクからバハマ・キューバ・ブラジル南部。東大西洋では西-中部地中海・カナリア諸島・カーボベルデ・セネガル・シエラレオネ。インド洋では南アフリカ・モザンビーク・マダガスカル。散発的にアラビア海・ベンガル湾。西太平洋では日本・中国・台湾・ベトナム・オーストラリア・ニューカレドニア。東太平洋ではカリフォルニア半島・レビジャヒヘド諸島に分布する。中央大西洋からの報告はガラパゴスザメのものかもしれない。マイクロサテライトとmtDNAからは、インドネシアとオーストラリアの個体群が分離していることが示された。
波打ち際から大陸棚外縁・外洋まで様々な環境に進出し、沿岸性のメジロザメ、外洋性のクロトガリザメ・ヨゴレ・ハビレ、島嶼性のガラパゴスザメ・ツマジロなどと生息域が重なる。メキシコ湾北部での追跡調査では、ほとんどの時間は深度10-80mだが、時折200m以深、最大で400mまで潜ることが示された。水温19-28℃を好み、河口のような低塩分濃度の場所は避ける。
高度回遊性で、成体は幼体より長距離、最大で3800kmを移動することが記録されている。アメリカ西・東海岸では夏季は北方に、冬季は赤道近くの南方に移動する。南アフリカのクワズール・ナタール州の成育場では、0.9mを超えた個体は、雄は南に、雌は北に移動し、春-夏には沿岸・秋-冬には沖合に回遊するようになる。2.2mになると冬にはクワズール・ナタール州、夏には西ケープ州まで回遊し、2.8mを超えた個体はモザンビーク南部まで回遊する。西部オーストラリアでは、成体と若魚は夏-秋にかけて沿岸に近づくが、仔魚のいる成育場には近づかない。

## 形態
属内の最大種の一つで、通常3.2m・160-180kg、最大全長は少なくとも3.65mを超え、4.0mほどになると言われている。体重は大きいもので347kgになる。雌は雄より大きい。体は細く流線型で、幅広く丸い吻を持つ。鼻孔はわずかに前鼻弁があり、丸い眼には瞬膜がある。口角には短く細い溝があり、歯列は上・下とも左右片方で13-15（普通は14）。上顎歯は幅広い三角形でわずかに傾き、大きく粗い鋸歯があるが、下顎歯はより細く直立し、細かい鋸歯がある。5対の鰓裂はかなり長い。
大きな胸鰭は体長の1/5に達し、先細りの鎌型。第一背鰭は胸鰭後端から始まり、やや鎌型をしており先端は尖って後縁は大きく凹む。第二背鰭はそれより小さく、臀鰭の真上にある。背鰭間には低い隆起がある。尾鰭は大きくて高く、下葉はよく発達し上葉には欠刻がある。皮歯は菱形で密、個々の皮歯には5本の水平隆起がある。背面はブロンズから青みのかった灰色、腹面は白。体側に淡い筋が伸びる。鰭、特に胸鰭下面と尾鰭下葉は先端ほど黒くなり、若魚で顕著である。

## 生態
頂点捕食者として食物連鎖の頂点に位置するため、個体数は分布域を共有する他のサメより少ない。だが特に幼魚は、特定の地域では高い密度に達することがある。アガラス海流沖合などで船に付いてくる成体がよく見られる。ノースカロライナ州のケープフィア川河口沖での調査では、平均0.8km/hで泳ぐと報告された。コバンザメの宿主の1つである。条虫のAnthobothrium laciniatum・Dasyrhynchus pacificus・Platybothrium kirstenae・Rhynchobothrium ingens・ Tentacularia coryphaenae・Triloculatum triloculatum・単生類のDermophthirius carcharhini・Loimos salpinggoides・ウオビル科のStibarobdella macrothela・カイアシ類のAlebion sp.・Pandarus cranchii・P. sinuatus・P. smithii ・ウミクワガタのプラニザ幼生・魚類のウミヤツメなどの寄生生物が知られる。
成体に天敵はいない。幼体はシロワニ・ホホジロザメ・オオメジロザメ・イタチザメなどの餌となる。クワズール・ナタールでは、サメ防御網により大型捕食者が減ったことで、仔魚の生存率が上昇した（メソ捕食者放出仮説）。だが、若魚は小魚を捕食するため、地域生態系の生物多様性に悪影響をもたらすかもしれない。

### 摂餌

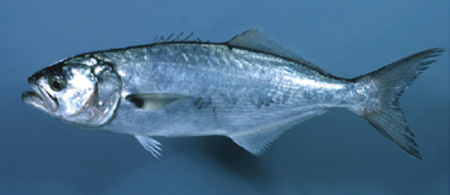
北西大西洋ではオキスズキを餌とする。

海底での狩りを好むが、基本的にジェネラリストであり、あらゆる場所で餌を探す。大型個体は1回の着底で、体重の1/10以上の餌を食べることもある。2mの個体を用いて歯の先端の2mm2で計測した結果、顎の力は60kgと測定された。歯の先端で測定したとはいえ、これは測定されたサメの顎の力の中で最大のものである。インド洋では、若いサメが餌に密に群がることが観察されている。
遊泳魚ではアンチョビ・サバ・カジキ・アジ・ダツ・ツバメコノシロ・タチウオ・ミズウオ・ハダカイワシ。底生魚ではボラ・タイ科・ニベ・コチ・ウナギ・エソ・アシロ・ホウボウ・カレイ。磯魚ではカマス・ヒメジ・マンジュウダイ・ハタ・カサゴ・ハリセンボン。軟骨魚類ではツノザメ・ノコギリザメ・カスザメ・トラザメ・オナガザメ・ホシザメ・小型のメジロザメ・ノコギリエイ・サカタザメ・ガンギエイ・アカエイ・ツバクロエイ。無脊椎動物では頭足類・十脚目・フジツボ・ヒトデなどを捕食することが確認されている。非常に珍しいが、巨大な個体はウミガメ・海獣（主に死骸）・人が捨てたゴミも食べる。
北西大西洋では餌の60%は硬骨魚で、オキスズキ・ナツビラメが特に重要である。軟骨魚ではガンギエイやその卵嚢が重要で、ヒラツメガニ属の一種 Ovalipes ocellatus もある程度の割合を占める。南アフリカ・オーストラリアでもやはり硬骨魚が主である。若魚は主にイワシやイカなどの小型遊泳魚を食べるが、2mを超えた個体は食性の幅を大型硬骨魚や軟骨魚にも広げる。 南アフリカ東部で毎冬起こるカリフォルニアマイワシのサーディン・ランは本種を引き寄せる。だが妊娠中・後の雌は、素早く泳ぐ体力がないためか参加しない。ある研究では0.2%のサメがハンドウイルカを捕食していたことが報告された。

### 生活史
| 地域             | 成熟雄の全長・年齢     | 成熟雌の全長・年齢  |
| ---------------- | ---------------------- | ------------------- |
| 北西大西洋       | 2.80m・19歳            | 2.84m・21歳         |
| 南アフリカ東部   | 2.80m・19-21歳         | 2.60-3.00m・17-24歳 |
| インドネシア     | 2.60-3.00m・年齢は不明 | 2.80m・年齢は不明   |
| 西オーストラリア | 2.65-2.80m・18–23歳    | 2.95-3.10m・27–32歳 |

他のメジロザメ類のように胎生であり、卵黄を使い切った胎児は卵黄嚢を胎盤に転換する。南アフリカでは繁殖期はないが、北西大西洋では春である。雌は卵殻を分泌する包卵腺に、おそらく複数の雄からの精子を蓄えることができる。これは、本種が高度に回遊性であるため、適当な異性に出会う機会が少ないためだと考えられる。
妊娠期間は22-24か月、次の妊娠までは1年だと予測され、およそ3年ごとに繁殖すると考えられる。産仔数は3-16だが普通6-12、雌のサイズに影響されない。西大西洋の個体の産仔数は平均8で、南東大西洋の個体（平均10）より少し少ない。出産も地域によって異なり、北西大西洋では晩冬から夏にかけて、西オーストラリアでは夏から秋にかけて、アフリカ南部では一年中だが秋にピークが見られる。雌は仔魚が餌を得られ、捕食者から保護される浅い潟湖で出産し、すぐにその場を離れる。このような成育場はクワズール・ナタール、南西オーストラリア、バハカリフォルニア、ニュージャージーからノースカロライナなどに見られる。
出生時は0.7-1.0m、母体の大きさ・産仔数に影響される。雌は環境に応じて出産時期を変えることができる。さらに、仔魚体重の1/5に達する肝臓が母体からの栄養を蓄えているため、狩りを覚えるまではその栄養で生きていくことができる。最も成長の遅いサメの一つで、かなりの年齢・全長（表を参照）でないと性成熟しない。様々な研究から、地域や性別が違っても成長率はあまり変化しないことが分かった。最初の5年の成長率は8-11cm/年、寿命はおそらく40-50年かそれ以上。

## 人との関わり

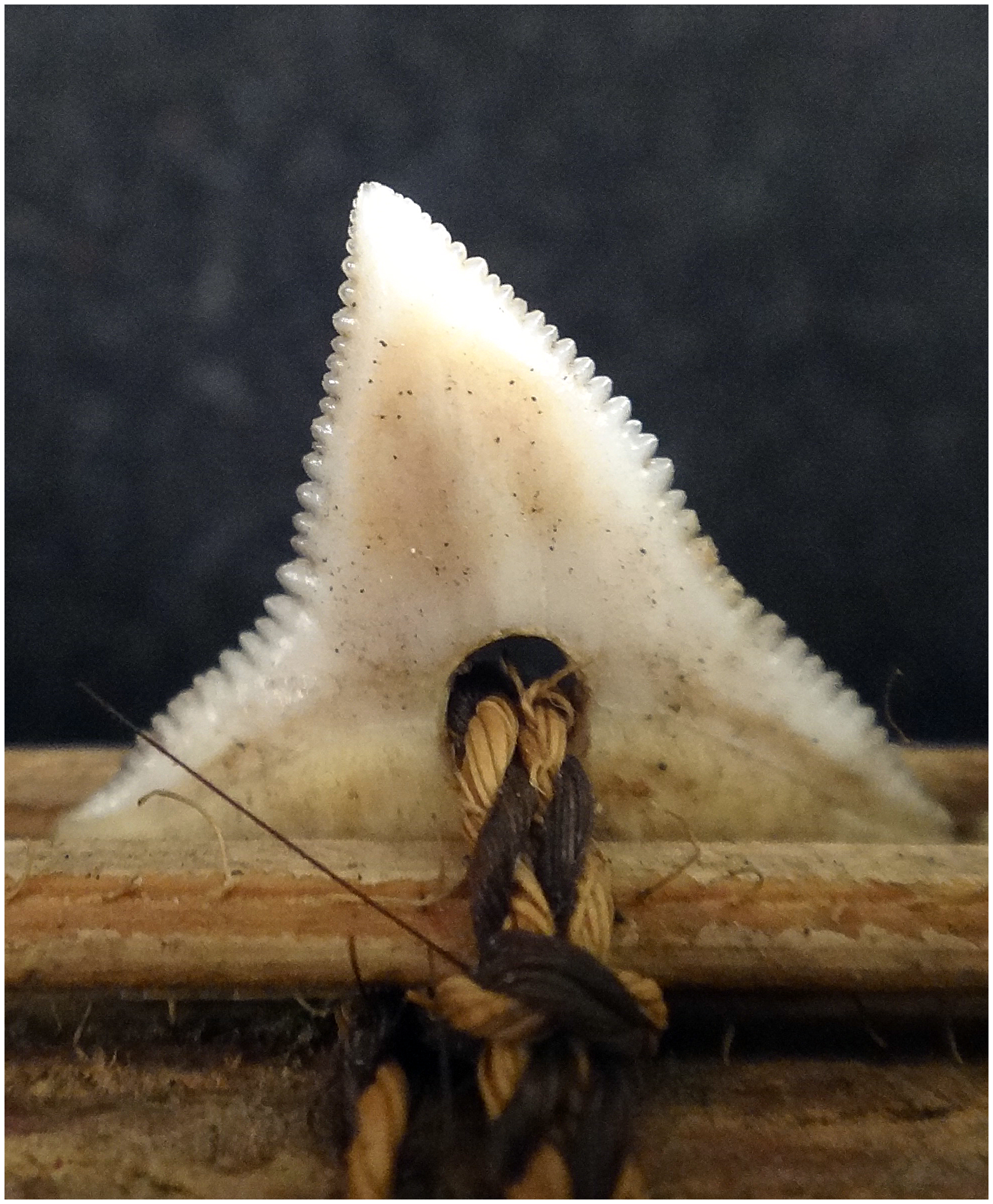
ギルバート諸島の先住民が本種の歯で製作した武器。

大型個体は人を襲う危険性があると言われるが、国際サメ被害目録によれば現在までに2件の事故が報告されており、うち1件が死亡事故と件数自体は少ない。南アフリカやオーストラリアのサメ防御網に成体が絡む事故が起こっており、クワズール・ナタールでは1978-1999年の間に年平均256匹が絡まった。若い個体は水族館にも馴染みやすく、日本でも沖縄美ら海水族館や島根県立しまね海洋館アクアスなどで飼育実績がある。  

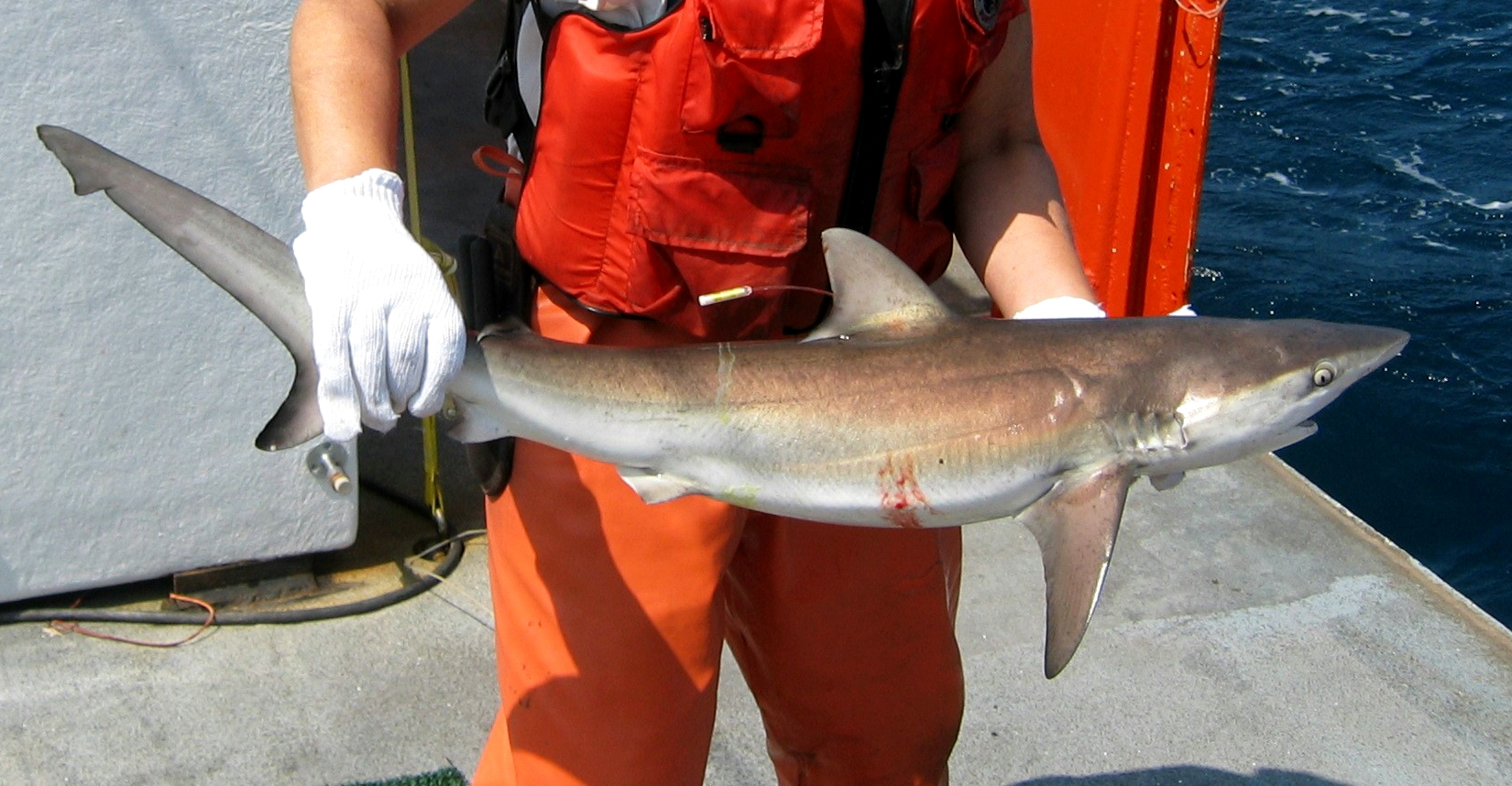
経済価値は高い。

鰭が大きく、輻射軟骨の数も多いためふかひれとして人気が高い。肉は生・冷凍・干物・塩漬け・燻製、皮膚は革製品、肝臓は肝油に加工されて取引される。北米東部・南西オーストラリア・東部南アフリカなどで延縄や刺し網を用いて捕獲される。南西オーストラリアでは1940-1970年代の間に毎年500-600tが水揚げされた。この漁業では底刺し網を用いて3歳以下のサメのみを狙い、全仔魚の18-28%が最初の一年で捕獲される。人口動態モデルによると、2mを超えたサメの死亡率は4%以下でこの漁業は持続可能であることが示された。
マグロ・カジキ延縄漁でも混獲される。南アフリカや東オーストラリアでは大量の若魚が遊漁者に釣り上げられている。

### 保護
IUCNは保全状況を、世界的には危急種、南西大西洋・オーストラリアでは準絶滅危惧としている。米国水産学会も北米の個体群を危急種としている。繁殖力が非常に低いため乱獲の影響をかなり受けやすい。北米東部の資源に対する乱獲が深刻で、2006年のアメリカ海洋漁業局(NMFS)の評価では個体数は1970年代の15-20%に落ち込んだ。1998年にはあらゆる漁獲が禁止されたが、混獲には効果が薄く、2003年には禁止にもかかわらず遊漁者によって2,000匹が捕獲された。2005年、ノースカロライナでは遊漁者に対処するため、釣り場の制限を行った。保護活動にはPCRも用いられ、販売されるサメの遺伝子が禁止されている種と一致しないか検査が行われている。